# قاي كيلاما
قاي كيلاما (بالفرنسية: Guy-Marcelin Kilama)‏ هو لاعب كرة قدم كاميروني في مركز الوسط، ولد في 30 مايو 1999 في دوالا في الكاميرون. لعب مع نادي نيور.

## وصلات خارجية
- قاي كيلاما على موقع رابطة كرة القدم الفرنسية للمحترفين (الإنجليزية)
- قاي كيلاما على موقع قاعدة بيانات كرة القدم.إي يو (الإنجليزية)
- قاي كيلاما على موقع Soccerway.com (الإنجليزية)